# Жуковец, Валентина Иосифовна
Валенти́на Ио́сифовна Жукове́ц (10 мая 1929 — 5 августа 2016) — советский строитель, бригадир маляров управления начальника работ № 115 треста «Отделстрой» Министерства строительства предприятий тяжелой индустрии СССР, Герой Социалистического Труда (16.3.1976 г.) , почётный гражданин Ростова-на-Дону ( 1986 г.), заслуженный строитель РСФСР ( 1970 г.).

## Биография
Родилась в станице Задоно-Кагальницкая Северо-Кавказского края (ныне Семикаракорский район, Ростовская область).
С 1945 года в Ростове-на-Дону, отучилась на военно-медицинских курсах, однако с окончанием войны надобность в медсёстрах сократилась, и Валентина Иосифовна в 1947 году ушла в строительство. Запись о работе в объединении «Военспецстрой» является единственной в трудовой книжке Жуковец с момента трудоустройства и до ухода на пенсию, а также единственной за 46 лет трудовой деятельности.
По окончании войны Ростов-на-Дону, дважды переходивший из рук в руки, был основательно разрушен. Именно с восстановления города и начала свою деятельность Валентина Иосифовна, приняв участие в восстановлении театра им. М. Горького, кинотеатра «Россия», завода «Ростсельмаш». После 1948 года строительное управление «Военспецстрой» было переименовано в УНР-115.
В начале 1960-х годов широко развернулось строительство новостроек. Валентина Жуковец, будучи бригадиром маляров, приняла участие в возведении кинотеатра «Ростов», детского универмага «Солнышко», кинотеатра «Плевен», Северного и Западного жилых массивов Ростова-на-Дону.
Занималась общественной деятельностью. Избиралась членом бюро Кировского райкома КПСС, депутатом районного Совета народных депутатов. Была делегатом XXV съезда КПСС и XVI съезда профсоюзов СССР.
Умерла 5 августа 2016 года.

## Награды
- За свою работу на благо города и страны Валентине Иосифовне присвоено звание Героя Социалистического Труда с вручением ордена Ленина и медали " Серп и Молот" ( 16.3.1976 г.).
- Она награждена также орденами Трудового Красного Знамени и «Знак Почёта».
- В. И. Жуковец — ветеран труда, имеет звание «Заслуженный строитель РСФСР». Награждена медалью «За трудовую доблесть СССР», является почётным гражданином города Ростова-на-Дону (с 1986 года).
- Ей присуждалось звание ударника VII, VIII, IX и X пятилеток.
- В 2009 году она была удостоена Благодарственного письма Главы Администрации (Губернатора) области — за большой личный вклад в социально-экономическое развитие Ростовской области, нравственное воспитание молодежи и многолетний добросовестный труд.[2]